# Noora Salem Jasim
Noora Salem Jasim (née le 27 novembre 1996 au Nigeria) est une athlète du Bahreïn, spécialiste du lancer de poids et du lancer du disque.

## Carrière
Elle est médaillée d'or au lancer du poids et médaillée de bronze au lancer du disque aux Championnats panarabes d'athlétisme 2015. Aux Championnats d'Asie d'athlétisme en salle 2016, elle remporte le bronze en lancer du poids.
Le 5 mai 2017, elle bat le record national du lancer du poids en 17,69 m à Doha.
Aux Jeux de la solidarité islamique 2017, elle obtient l'argent en lancer du disque et le bronze en lancer du poids.
Elle remporte la médaille de bronze du lancer du poids lors des Jeux asiatiques de 2018 à Jakarta.

## Palmarès
| Date | Compétition                     | Lieu      | Résultat | Épreuve | Temps   |
| ---- | ------------------------------- | --------- | -------- | ------- | ------- |
| 2013 | Championnats du monde cadets    | Donetsk   | 9e       | Poids   | 16,48 m |
| 2014 | Jeux asiatiques                 | Incheon   | 8e       | Poids   | 15,16 m |
| 2014 | Jeux asiatiques                 | Incheon   | 9e       | Disque  | 43,98 m |
| 2015 | Championnats panarabes          | Manama    | 1re      | Poids   | 14,97 m |
| 2015 | Championnats panarabes          | Manama    | 3e       | Disque  | 47,05 m |
| 2015 | Jeux mondiaux militaires        | Mungyeong | 8e       | Poids   | 15,24 m |
| 2015 | Jeux mondiaux militaires        | Mungyeong | 6e       | Disque  | 49,87 m |
| 2016 | Championnats d'Asie en salle    | Doha      | 3e       | Poids   | 16,26 m |
| 2017 | Jeux de la solidarité islamique | Bakou     | 3e       | Poids   | 17,02 m |
| 2017 | Jeux de la solidarité islamique | Bakou     | 2e       | Disque  | 50,12 m |
| 2018 | Championnat d'Asie de l'Ouest   | Amman     | 1re      | Poids   | 16,69 m |
| 2018 | Championnat d'Asie de l'Ouest   | Amman     | 1re      | Disque  | 47,45 m |
| 2018 | Jeux asiatiques                 | Jakarta   | 3e       | Poids   | 17,11 m |
| 2018 | Jeux asiatiques                 | Jakarta   | 6e       | Disque  | 51,19 m |
| 2018 | Coupe continentale              | Ostrava   | 7e       | Poids   | 16,01 m |
| 2019 | Championnats panarabes          | Le Caire  | 1re      | Poids   | 17,93 m |
| 2019 | Championnats panarabes          | Le Caire  | 1re      | Disque  | 46,23 m |
| 2019 | Championnats d'Asie             | Doha      | 2e       | Poids   | 18,00 m |
| 2019 | Championnats d'Asie             | Doha      | 8e       | Disque  | 46,08 m |
| 2019 | Jeux mondiaux militaires        | Wuhan     | 3e       | Poids   | 17,70 m |
| 2023 | Jeux panarabes                  | Oran      | 1re      | Poids   | 15,89 m |

## Records
| Épreuve          | Temps        | Lieu    | Date          |
| ---------------- | ------------ | ------- | ------------- |
| Lancer du poids  | 18,00 m (NR) | Doha    | 21 avril 2019 |
| Lancer du disque | 51,19 m (NR) | Jakarta | 30 août 2018  |